# Kolosej
Kolosej (tal. Colosseo, lat. Colosseum), eliptični je amfiteatar u središtu grada Rima, istočno od Rimskoga foruma. Jedan je od simbola Rima, Rimskoga Carstva i općenito antičke arhitekture. Najveći je ikad izgrađeni drevni amfiteatar na svijetu, čija je izgradnja počela u vrijeme cara Vespazijana 72. godine, a završena je 80. godine za vladavine njegova nasljednika Tita. Daljnje preinake učinjene su za vladavine Domicijana. Trojica careva pokrovitelja ovoga projekta poznati su kao dinastija Flavijevaca, stoga su ga klasičari i arheolozi nazivali Flavijevskim amfiteatrom (lat. Amphitheatrum Flavium, tal. Anfiteatro Flavio). 
Kolosej je izgrađen od sedrenoga vapnenca, vulkanske stijene pršinca i rimskoga betona obložena opekom. Kapacitet primanja publike mijenjao se tijekom povijesti i kretao se od 50 000 do 80 000 gledatelja, ali prosječno je mogao primiti oko 65 000 ljudi. U koloseju su se odvijale gladijatorske borbe i javne priredbe, borbe životinja, javna pogubljenja, uprizorenja slavnih bitaka i drame utemeljene na rimskoj mitologiji, nakratko čak i morske bitke na pravim brodovima prilikom kojih bi arena bila potpuno ispunjena vodom. Amfiteatar se prestao koristiti za zabavu u ranome srednjemu vijeku i bio je uglavnom napušten. Kasnije je ponovno korišten za stanovanje, kao mjesto zanatskih radionica, kao tvrđava, kamenolom i kršćansko svetište.
Premda znatno uništen potresima i pljačkašima koji su otimali spolije, Kolosej je i dalje vjerojatno najpoznatiji simbol Rimskoga Carstva i uvršten je među novih 7 svjetskih čuda. Danas je jedna od najpopularnijih turističkih znamenitosti Rima s više od 7,5 milijuna posjetitelja godišnje. Svakoga Velikoga petka papa predvodi Križni put koji, uz svjetlost baklji, počinje u području oko Koloseja. Kolosej je prikazan na talijanskoj inačici kovanica eura od pet centi.

## Povijest

### Izgradnja, inauguracija i obnova
Odabrano mjesto izgradnje bilo je ravno područje u dolini između brda Celija, Eskvilina i Palatina, kroz koju je tekao kanalizirani potok okružen močvarom. Do 2. stoljeća pr. Kr. područje je bilo gusto naseljeno, ali 64. godine opustošio ga je veliki požar u Rimu, nakon čega je Neron prisvojio velik dio zemljišta i dodao ga svojemu osobnom vlasništvu. Na tom je mjestu dao sagraditi svoju palaču Domus Aurea, ispred koje je stvorio umjetno jezero okruženo paviljonima, vrtovima i trijemovima. Postojeći akvadukt Aqua Claudia proširen je za opskrbu područja vodom, a brončani kip, tzv. Neronov kolos, postavljen je u blizini na samomu ulazu u Domus Aurea.
Premda je Kolos sačuvan i premješten, veći dio Domus Auree je srušen. Jezero je zatrpano, a zemljište ponovno korišteno kao mjesto za izgradnju novoga Flavijeva amfiteatra. Na nekadašnjemu zemljištu Domus Auree izgrađene su gladijatorske škole i ine prateće zgrade. Vespazijanova odluka o izgradnji Koloseja na mjestu Neronova jezera može se smatrati populističkom gestom vraćanja ljudima onoga dijela grada koji je Neron prisvojio kao svoju imovinu. Za razliku od mnogih drugih amfiteatara koji su bili na rubovima grada, Kolosej je izgrađen u središtu što ga simbolično i postavlja u samo srce Rima.
Izgradnja Koloseja financirana je bogatim plijenom iz pljačke Židovskoga hrama krajem Prvoga židovsko-rimskog rata 70. godine nakon opsade i uspješna osvajanja Jeruzalema. Prema jednomu rekonstruiranom natpisu pronađenom na mjestu izgradnje, „car Vespazijan naredio je da se podigne ovaj novi amfiteatar iz udjela njegovog generala u plijenu.” Pretpostavlja se da su židovski ratni zarobljenici vraćeni u Rim i bili dijelom brojne radne snage potrebnne za izgradnju amfiteatra, ali za to nema drevnih dokaza. Osim nekvalificirane robovske radne snage, u izgradnji su sudjelovale skupine profesionalnih rimskih graditelja, građevinskih inženjera, umjetnika, slikara i dekoratera, koji su preuzimali specijaliziranije zadatke. Kolosej je izgrađen s nekoliko različitih materijala: drvom, vapnencem, pršincem, pločicama, cementom i žbukom.
Izgradnja Koloseja započela je pod vladavinom Vespazijana oko 70. – 72. godine (prema nekim izvorima 73. – 75. godine). Kolosej je bio dovršen do trećega kata u trenutku Vespazijanove smrti 79. godine. Najvišu razinu dovršio je njegov sin Tit 80. godine, a inauguracijske igre održane su 80. ili 81. godine. Dion Kasije pripovijeda da je tijekom inauguracijskih igara u amfiteatru ubijeno preko 9000 divljih životinja. Povodom inauguracije izdan je prigodni kovani novac. Građevinu je dodatno dao preurediti Vespazijanov mlađi sin novoimenovani car Domicijan koji je dao izgraditi tzv. hipogej, niz tunela koji se koristio za smještaj životinja i robova. Dodao je i galeriju na vrh Koloseja kako bi povećao broj mjesta za sjedenje.
Godine 217. Kolosej je teško oštećen velikim požarom uzrokovanim udarom munje (prema pisanju Diona Kasija), koji je uništio gornje drvene platforme u unutrašnjosti amfiteatra. U potpunosti je popravljen tek oko 240. godine, a podvrgnut je daljnjim preinakama i popravcima 250. ili 252. godine i ponovno 320. godine. Honorije je zabranio odvijanje gladijatorskih borbi 399. i ponovno 404. godine. Gladijatorske borbe zadnji put se spominju oko 435. godine. Pisani izvori bilježe restauriranje raznih dijelova Koloseja pod Teodozijem II. i Valentinijanom III. (vladao 425. – 455.), vjerojatno radi popravka štete uzrokovane velikim potresom 443. godine, a dodatni radovi izvedeni su 484. i 508. Arena se nastavila koristiti za natjecanja sve do 6. stoljeća. Lov na životinje nastavio se najmanje do 523. godine, kada je zabilježeno da je Anicije Makim proslavio svoje konzulstvo održavanjem venationesa, koje je kralj Teodorik Veliki kritizirao zbog visoke cijene.

### Srednji vijek
Kolosej je doživio nekoliko korjenitih promjena u svojoj namjeni. Do kasnoga 6. stoljeća u strukturu amfiteatra bila je ugrađena kapelica, premda to nije pridavalo nikakav poseban vjerski značaj zgradi kao cjelini. Arena je pretvorena u groblje. Brojni nadsvođeni prostori u arkadama ispod sjedećih mjesta pretvoreni su u nastambe i zanatske radionice, a zabilježeno je da su se ovi prostori iznajmljivali još u 12. stoljeću. Oko 1200. godine obitelj Frangipani preuzela je Kolosej, utvrdila ga i navodno ga koristila kao dvorac. Od početka do sredine 14. stoljeća tijekom papinoga Avignonskoga izgnanstva došlo je do pada broja stanovnika Rima, a cijelo je područje postalo nesigurno. Građani Rima uvelike su napustili Kolosej, koji je postao razbojnička jazbina.
Veliki potres 1349. teško je oštetio Kolosej, pri čemu se urušila vanjska južna strana, koja leži na manje stabilnome aluvijalnom zemljištu. Velik dio kamenoga materijala iz urušenih zidova ponovno je iskorišten za izgradnju palača, crkava, bolnica i drugih zgrada diljem Rima. Nakon papina povratka u Rim 1377., Kolosej je obnovio vjerski red nazvan Arciconfraternita del SS. Salvatore ad Sancta Sanctorum, koji se potom nastanio u njegovome sjevernom dijelu sve do ranoga 19. stoljeća.
Unutrašnjost amfiteatra stanovništvo je dugo vremena koristilo kao izvor kamene građe za izgradnju drugih objekata ili u slučaju mramorne fasade materijal je spaljen da bi se dobilo živo vapno. Željezne stege koje su držale zajedno kamenu konstrukciju izvađene su ili izrezane iz zidova, ostavljajući brojne, poput ožiljaka vidljive šupljine na građevini.

### Novi vijek i moderno doba
Tijekom 16. i 17. stoljeća crkveni dužnosnici iskazali su želju nalaženja praktične namjene za Kolosej. Papa Siksto V. (1585. – 1590.) planirao je zgradu pretvoriti u tvornicu vune koja bi zapošljavala rimske prostitutke, ali je taj prijedlog propao s njegovom preranom smrti. Godine 1671. kardinal Altieri odobrio je uporabu prostora za održavanje borbi s bikovima, no negodovanje javnosti navelo ga je na žurno odustajanje od ideje.
Godine 1749. papa Benedikt XIV podržao je stav mnogih da je Kolosej sveto mjesto na kojem su rani kršćani umirali kao mučenici. Zabranio je odvoženje kamenoga materijala za gradnju, posvetio građevinu Kristovoj muci, te postavio postaje križnog puta proglasivši je posvećenom krvlju kršćanskih mučenika koji su ondje stradali.
Kasnije su pape pokrenule razne projekte statičkog stabiliziranja i obnove, uklanjajući između ostalog i gusti biljni pokrov koji je obrasao u strukturu i prijetio dodatnim oštećenjim. Pročelje je ojačano trokutastim klinovima od opeke 1807. i 1827. godine, a unutrašnjost je popravljana 1831., 1846. i 1930-ih. Podstruktura arene djelomično je iskopana 1810. – 1814. i 1874., a u potpunosti je otkrivena tijekom vladavine Benita Mussolinija 1930-ih.
Kolosej je danas jedna od najpopularnijih turističkih znamenitosti Rima, koja godišnje prima milijune posjetitelja. Učinci onečišćenja i općega propadanja tijekom vremena potaknuli su 40 milijardi lira vrijedan program obnove proveden između 1993. i 2000. (oko 20,6 milijuna eura po cijenama iz 2000. godine).
Posljednjih godina Kolosej je postao simbolom međunarodne kampanje protiv smrtne kazne, koja je u Italiji ukinuta 1948. godine. Ispred Koloseja održano je 2000. nekoliko prosvjeda protiv smrtne kazne. Od tada gradske vlasti Rima mijenjaju boju noćnog osvjetljenja Koloseja iz bijele u zlatnu kad god se osobi osuđenoj na smrtnu kaznu bilo gdje u svijetu izmijeni kazna ili se pusti na slobodu ili ako zakonodavno tijelo neke države ukine smrtnu kaznu. Nedavno je Kolosej osvijetljen zlatnom bojom u studenome 2012. nakon ukidanja smrtne kazne u američkoj državi Connecticut u travnju 2012.
Zbog ruševna stanja unutrašnjosti, Kolosej je nepraktično koristiti za održavanje velikih događanja, s obzirom na to da se samo nekoliko stotina gledatelja može smjestiti na privremenim mjestima za sjedenje. Međutim, mnogi su veliki koncerti održavani izvan građevine, koristeći Kolosej kao pozadinu.

## Opis

### Vanjski izgled
Za razliku od rimskih kazališta koja su se obično gradila na padinama, Kolosej je u potpunosti samostojeća građevina. Građevina je valjkasto tijelo eliptičnoga tlocrta, duža os ima 189 metara (640 rimskih stopa), kraća os 156 metara (528 rimskih stopa), a površina joj je 24 000 m². Visina vanjskog zida je 48 metara (165 rimskih stopa), a vanjski opseg amfiteatra izvorno je iznosio 545 metara (1835 rimskih stopa). Središnja arena je elipsa dužine 87 m i širine 55 m, okružena zidom visine 5 m, iznad kojega se uzdižu redovi sjedala na različitim razinama.
Procjenjuje se da je za izgradnju vanjskoga zida utrošeno preko 100 000 m³ sedrenog kamena "travertina" koji nije bio prekriven žbukom, a kameni blokovi bili su pričvršćeni s 300 tona željeznih spona. Vanjski je zid međutim pretrpio veliku štetu tijekom stoljeća, a veliki su se segmenti urušili nakon potresa u 14. stoljeću. Sjeverna strana obodnog zida još je uvijek očuvana. Karakteristični trokutasti klinovi od opeke na svakom kraju moderni su dodaci izgrađeni početkom 19. stoljeća kako bi poduprli zid. Ostatak današnjeg vanjskog izgleda Koloseja zapravo je izvorni unutarnji zid.
Sačuvani dio monumentalnog pročelja vanjskog zidnog plašta čine tri etaže nadvišene podijem na kojem se nalazi visoka atika. Na etažama su polukružni otvori u pravilnim razmacima koje ih raščlanjuju i kroz koje su hodnici dobivali svjetlost i zrak. Arkade su uokvirene polustupovima dorskoga, jonskoga i korintskoga reda, a atika je ukrašena korintskim pilastrima. Svaki od lukova u arkadama drugog i trećeg kata u prošlosti je uokvirivao kipove vjerojatno božanstva i drugih likova iz klasične mitologije.
Oko vrha atike bilo je postavljeno dvjesto četrdeset konzola nosača platna. Ovdje je izvorno bila učvršćena platnena nadstrešnica na uvlačenje poznata kao velarij, čija je uloga bila zaštita gledatelja od sunca i kiše. Velarij se sastojao od platnom prekrivene strukture nalik mreži načinjene od užadi, sa središnjim otvorom. Pokrivao je dvije trećine Koloseja i koso se spuštao prema središtu, što bi stvaralo lagano strujanje zraka koje je dodatno davalo osvježenje publici. Zapovjedništvo rimske mornarice u Misenumu tradicionalno je biralo najbolje mornare za rad na velariju, koji su bili smješteni u obližnjem Castra Misenatiumu.
Ogroman kapacitet Koloseja za smještaj publike stvorio je potrebu da se gledalište i pristupni prolazi mogu brzo napuniti ili evakuirati. Kako bi riješili ovaj izazov, arhitekti toga doba osmislili su vrlo slična rješenja onima koja se koriste na suvremenim stadionima. Amfiteatar je bio okružen s osamdeset ulaza u prizemlju, od kojih su 76 koristili gledatelji. Svaki ulaz i izlaz i svako stubište bili su označeni brojevima. Sjeverni glavni ulaz bio je rezerviran za rimskog cara i njegovu svitu, a ostala tri osna ulaza najvjerojatnije su koristili patriciji. Sva četiri osna ulaza bila su bogato ukrašena oslikanim štukaturnim reljefima, od kojih su sačuvani fragmenti. Mnogi izvorni vanjski ulazi nestali su s urušavanjem vanjskog zida, ali ostali su sačuvani ulazi od XXIII (23) do LIIII (54).
Gledateljima su se dijelile ulaznice u obliku numeriranih krhotina keramike koje su ih upućivale na odgovarajući segment amfiteatra i točan red. Svojim su sjedištima pristupali preko vomitorija (lat. vomitorium), prolaza koji su se otvarali na prostor iza stražnjeg niza sjedala. Ovi su prolazi brzo vodili svjetinu na pripadajuća sjedeća mjesta i po završetku događaja ili u slučaju hitnog evakuiranja omogućavali su pražnjenje prostora u samo nekoliko minuta. Naziv vomitorij potječe od latinske riječi za povraćanje, što asocira na brzo pražnjenje.

### Sjedeća mjesta
Prema Kronografiji iz 354. godine, Kolosej je imao kapacitet primanja 87 000 ljudi, iako moderne procjene govore o oko 50 000 ljudi. Gledatelji su sjedili na mjestima za sjedenje na više razina koji je odražavao strogo  slojevitu podjelu starorimskoga društva. Na sjevernomu i južnom kraju postavljene su posebne lože za cara i vestalke, što je pružalo najbolji pogled na arenu. Uz njih na istoj razini bila je široka platforma ili podij za senatore, kojima je bilo dopušteno donijeti vlastite stolce. Imena nekih senatora iz 5. stoljeća još uvijek se mogu vidjeti uklesana u kamenu, kao za njih predodređena mjesta.
Niz iznad senatora, poznat kao maenianum primum, zauzimala je nesenatorski plemićki stalež ili vojnici na konju (equites). Sljedeća razina, maenianum secundum, izvorno je bila predodređena za obične rimske građane (plebejce) i bila je podijeljena u dva dijela. Donji dio (immum) bio je osiguran za imućne građane, a gornji dio (summum) za siromašne građane. Za druge društvene skupine predviđeni su posebni sektori: primjerice, dječaci sa svojim učiteljima, vojnici na dopustu, strani dostojanstvenici, pisari, glasnici, svećenici i sl. Kamena (a kasnije mramorna) mjesta za sjedenje bila su predviđena za građane i plemiće, koji su vjerojatno sa sobom nosili vlastite jastuke. Natpisi su označavali područja rezervirana za određene skupine.
Još jedna razina, maenianum secundum in legneis, dodana je na samome vrhu građevine tijekom vladavine Domicijana. Činila ju je galerija za sirotinju, robove i žene. To bi bio prostor za stajanje ili bi tamo bile postavljene vrlo strme drvene klupe. Nekim skupinama je pristup Koloseju bio u potpunosti zabranjen, posebice grobarima, glumcima i bivšim gladijatorima.
Svaka je razina bila podijeljena na odjeljke (maeniana) zakrivljenim prolazima i niskim zidovima (praecinctiones ili baltei), koje su stubištima i prolazima iz vomitorija dodatno bile podijeljene na klinove (cunei). Svaki red  sjedala (gradus) bio je obrojčen, što je dopuštalo svakomu pojedinom sjedalu biti točno označeno svojim gradusom, cuneusom i brojem.

### Arena i hipogej
Sama arena imala je dimenzije 83 metara s 48 metara (280 sa 163 rimske stope). Drveni je pod arene najvjerojatnije bio prekriven pijeskom (latinska riječ za pijesak je harena ili arena), koji je prekrivao složenu podzemnu strukturu zvanu hipogej (od grčke riječi za "podzemlje"). Hipogej nije dio izvorne konstrukcije već ga je dao izgraditi car Domicijan. Sada je malo ostalo od izvornog poda arene, ali hipogej je još uvijek jasno vidljiv. Sastojao se od dvoslojne podzemne mreže tunela i kaveza ispod arene gdje su bili smješteni gladijatori i držale se divlje zvijeri prije početka borbi. Osamdeset okomitih okana omogućavalo je trenutni izlaz životinja iz kaveza u arenu. Veće platforme sa šarkama zvane hegmata otvarale su arenu slonovima i krupnim životinjama. Kolosej je u više navrata preinačen. Vidljivo je najmanje dvanaest različitih faza gradnje.
Hipogej je bio povezan tunelima s nizom točaka izvan Koloseja. Životinje i izvođači prolazili su kroz tunel iz obližnjih štala, a gladijatorske barake u Ludus Magnusu na istoku također su tunelima bile povezane amfiteatrom. Odvojeni prolazi bili su predviđeni za cara i vestalke kako bi im se omogućio ulazak i izlazak iz Koloseja bez da budu prisiljeni prolaziti kroz svjetinu.
U hipogeju su također postojali razni drevni strojevi. Dizala i koloture podizali su i spuštali kulise, te razne rekvizite i životinje u kavezima koje bi se oslobađale u prostor arene. Postoje dokazi o postojanju velikih hidrauličkih mehanizama i prema drevnim izvještajima, bilo je moguće brzo potopiti arenu, vjerojatno putem kanala do obližnjega akvedukta. Međutim izgradnjom hipogeja po Domicijanovu nalogu još u ranoj fazi postojanja Koloseja prekinuta je praksa plavljenja arene, a time i pomorskih bitaka.

### Prateće građevine
Kolosej i njegove aktivnosti omogućili su razvoj značajne industrije u njegovoj neposrednoj blizini. Osim samog amfiteatra uz igre su bile vezane i mnoge druge građevine. Odmah na istoku nalaze se ostaci škole za obuku gladijatora Ludus Magnus. Ta je građevina izravno bila povezana s Kolosejem posebnim podzemnim prolazom, koji je omogućio lak pristup gladijatorima. Ludus Magnus je imao vlastitu minijaturnu arenu za treniranje, koja je sama po sebi bila popularna atrakcija za rimske gledatelje. Druge škole za obuku na istom području bili su Ludus Matutinus ("Jutarnja škola"), gdje su se obučavali borci protiv životinja, te dačka i galska gladijatorska škola.
U blizini je bio i Armamentarium, gdje se skladištilo oružje za gladijatore; Summum Choragium, gdje su bili pohranjeni strojevi; sanatorij, bolnica za liječenje ranjenih gladijatora i Spoliarium, gdje se tijelima mrtvih gladijatora skidao oklop i gdje su tijela odlagana.
Izvan Koloseja, na udaljenosti od 18 m od vanjskoga zida, nalazio se niz visokih kamenih stupova, od kojih je pet očuvano na istočnoj strani. Stručnjaci su iznijeli niz hipoteza o njihovoj svrsi: vjerska granica, vanjska granica za provjeru karata, ili sidro za velarij.

## Predstave
U Koloseju su se održavale razne predstave i drugi događaji, najpoznatiji od kojih su bile gladijatorske borbe i uprizorenja velikih bitaka. Predstave su se nazivale munera i uvijek su ih organizirali privatni dostojanstvenici, a ne država. Imali su snažan vjerski element, ali su također predstavljali demonstraciju moći i obiteljskog prestiža, te su bili iznimno popularni među stanovništvom. Druga popularna vrsta predstave bio je lov na životinje ili venatio. U toje se predstavi koristilo veliki broj divljih zvijeri, uglavnom uvezenih iz Afrike i Bliskog Istoka, poput nosoroga, nilskih konjia, slonova, žirafa, divljih goveda turova, europskih bizona, berberskih lavova, pantera, leoparda, medvjeda, kaspijskih tigrova, krokodila i nojeva. Bitke i uprizorenja lova često su se održavali usred složenih kulisa s pokretnim drvećem i drugim objektma. Takvi su događaji ponekad bili grandiozni, neki izvori navode da je car Trajan proslavio svoje pobjede nad Dačanima 107. godine predstavama u kojima je sudjelovalo 11 000 životinja i 10 000 gladijatora tijekom 123 dana. U pauzama za ručak izvodila bi se pogubljenja ad bestias. Osuđeni na smrt bili bi poslani u arenu goli i nenaoružani da se suoče sa zvijerima koje bi ih rastrgale. U pauzama između glavnih predstava, gledatelje su zabavljali akrobati i mađioničari.
U ranim danima nakon izgradnje Koloseja, drevni su kroničari zabilježili da je amfiteatar korišten za uprizorenje pomorskih bitaka naumahija ili navalia proelia. Zapisi o inauguracijskim igrama koje je održao car Tit Flavije 80. godine opisuju da je arena bila ispunjena vodom za predstavu posebno uvježbanih plivačkih konja i bikova. Također postoji zapis o uprizorenju poznate pomorske bitke između Korkirskih (Krfskih) Grka i Korinćana. Naumahije su bile predmetom žustrih rasprava među povjesničarima oko tehničkih i inženjerskih problema organiziranja takvih predstava. Premda opskrba vodom ne bi bila značajni problem, nejasno je kako je arena mogla biti izolirana da se spriječi istjecanje vode, niti bi u areni bilo dovoljno prostora za kretanje ratnih brodova. Pretpostavlja se da je u kronikama ili navedena pogrešna lokacija ili da je Kolosej izvorno imao široki poplavni kanal duž središnje osi (koji će kasnije biti zamijenjen hipogejem).
Sylvae ili uprizorenja divljeg okoliša također su se bila popularna u Coloseju. Slikari, tehničari i arhitekti konstruirali bi simulaciju šume s pravim drvećem i grmljem posađenim u tla arene, nakon čega bi u arenu bile puštene životinje. Takve su se predstave organizirale ili za prikaz prirodnog okoliša za urbano stanovništvo, kao pozadina za lov ili za predstave s temom prizora iz mitologije. Kulise su se povremeno koristile za smaknuća u kojima je junak priče kojeg glumi osuđena osoba ubijen na jedan od raznih jezivih, ali mitološki autentičnih načina kao primjerice spaljivanja ili tako što bi ga rastrgale i proždrle divlje zvijeri.

### Suvremena uporaba
Kolosej je danas glavna turistička atrakcija u Rimu s dnevnim priljevom više tisuća turista, koji svake godine uđu u unutarnji krug amfiteatra kako bi vidjeli arenu. Danas se na gornjem katu vanjskoga zida građevine nalazi muzej posvećen Erosu. Ispod Koloseja vidljiva je mreža podzemnih prolaza (hipogej) koji se nekoć koristio za oslobađanje divljih životinja i ulaz gladijatora u arenu. Hipogej je otvoren je za javnost od ljeta 2010.
Kolosej je također bio mjesto brojnih katoličkih obreda u 20. i 21. stoljeću, primjerice papa Benedikt XVI. kao i brojni drugi pape predvodio je Križni put na Veliki petak, - tradicionalni Križni put iz Koloseja.

### Obnova i dostupnost razina
Godine 2011. direktor tvrtke za proizvodnju obuće Tod's Diego Della Valle sklopio je ugovor s lokalnim dužnosnicima o sponzoriranju 25 milijuna € vrijednu obnovu Koloseja. Početak radova planiran je krajem 2011. godine i trebao je trajati do dvije i pol godine. Zbog kontroverzne prirode korištenja javno-privatnog partnerstva za financiranje obnove radovi su odgođeni i započeli su 2013. godine. Ovaj zahvat je ujedno i prvo potpuno čišćenje i popravak u povijesti Koloseuma. Prva faza je čišćenje i restauriranje arkadnog pročelja Koloseja i zamjena metalnih ograda koje blokiraju lukove u prizemlju. Nakon tri godine radovi su završeni 1. srpnja 2016. kada je talijanski ministar kulture Dario Franceschini najavio i da su osigurana sredstva za obnovu podova do kraja 2018. godine, uključujući i izgradnju pozornice za koju Franceschini tvrdi da će se koristiti za "kulturna događanja najviše razine". Projekt također uključuje izgradnju uslužnog centra i restauriranje galerija i podzemnih prostora unutar Koloseja. Od 1. studenoga 2017. gornje dvije razine otvorene su za posjete s vodičem.
Od 19. listopada 2010. omogućeni su posjeti podzemlju Koloseja, tzv. hipogeju, kao i trećoj nadzemnoj razini. Zimi razgledavanje nije bilo moguće, ali je podzemna razina opet otvorena od 12. ožujka 2011. Krajem rujna 2011. podzemna razina opet se zatvorila zbog temeljite obnove Koloseja, koja će utjecati na dostupnost pojedinih dijelova građevine, ovisno o tijeku radova.

## Značaj za kršćanstvo
Kršćani općenito smatraju Kolosej mjestom mučeništva velikoga broja vjernika u doba progona kršćana u Rimskome Carstvu, o čemu svjedoči crkvena povijest i tradicija. Dio znanstvenika smatra kako se većina pogubljenja vjerojatno dogodila na drugim lokacijama unutar grada Rima, ističući nedostatak fizičkih dokaza ili povijesnih zapisa u prilog toj tezi. Ovi znanstvenici tvrde da su „neki kršćani pogubljeni u Koloseju kao obični kriminalci, a njihov je zločin bio odbijanje štovanja rimskih bogova”. Prema zapisima Ireneja Lionskoga (umro oko 202.), Ignacije Antiohijski bačen je lavovima u Rimu oko 107. godine i, premda Irenej ne spominje Kolosej i ne povezuje taj događaj s Kolosejem, tradicija pripisuje pogubljenje upravo tomu mjestu.
U srednjemu vijeku Kolosej se nije smatrao spomenikom, već je korišten kao izvor kamene građe, što znači da je kameni materijal iz Koloseja korišten za izgradnju drugih svetih mjesta. Ova se činjenica koristi kao argument da se u vrijeme kada su mjesta povezana s mučenicima bila visoko štovana, Kolosej nije tretirao kao sveto mjesto, niti je bio uključen u itinerare stavljene na raspolaganje hodočasnicima, niti se spominje u djelima poput Mirabilia Urbis Romae (hrv. „Čuda grada Rima”), koji tvrdi da je Circus Flaminius, ali ne i Kolosej, bio mjestom mučeništva. Dio građevine naseljavao je jedan crkveni red, ali nije poznato je li to bilo iz nekoga posebnog vjerskog razloga.
Papa Pio V. (1566. – 1572.) navodno je preporučio hodočasnicima skupljanje pijeska iz arene Koloseja kao relikviju, iz razloga što je bio natopljen krvlju mučenika, no neki od njegovih suvremenika nisu dijelili to uvjerenje. Stoljeće kasnije, književnik i svećenik Fioravante Martinelli u svojoj je knjizi Roma ex ethnica sacra iz 1653. godine stavio Kolosej na čelo popisa mjesta posvećenih mučenicima. Martinellijeva knjiga očito je djelovala na javno mnijenje. Kao odgovor na prijedlog kardinala Altierija da se Kolosej pretvori u arenu za borbe bikova, Carlo Tomassi objavio je pamflet u znak prosvjeda protiv onoga što je smatrao činom oskvrnuća. Kontroverza koja je uslijedila uvjerila je papu Klementa X. na zatvaranje vanjske arkade Koloseja i proglašenja svetištem.
Na nagovor sv. Leonarda iz Port Mauricea, papa Benedikt XIV. (1740. – 1758.) zabranio je eksploatiranje Koloseja za kamenu građu i podigao postaje križnog puta oko arene, koje su ostale očuvane do veljače 1874. Benedict Joseph Labre proveo je posljednje godine svog života unutar zidina Koloseja živeći od milostinje do svoje smrti 1783. Nekoliko papa iz 19. stoljeća financiralo je popravak i restauracijske radove na Koloseju, a on i danas zadržava svoju kršćansku povezanost. U Koloseju stoji kršćanski križ s natpisom:
 Amfiteatar, posvećen trijumfima, zabavi i bezbožnom štovanju poganskih bogova, sada je posvećen patnjama mučenika pročišćenih od bezbožnog praznovjerja.
Na nekoliko točaka oko arene postavljeni su drugi križevi, a svakog Velikoga petka Papa predvodi ophod i pobožnost Križnoga puta do amfiteatra.

## U umjetnosti i popularnoj kulturi
Kolosej se je bio mjestom radnje u brojnim filmovima, umjetničkim djelima i videoigrama. Pojavljuje se u filmovima kao što su Praznik u Rimu, Gladijator, Put zmaja i Skakač, te u videoigrama poput Assassin's Creed: Brotherhood, Ryse: Son of Rome i Forge of Empires.
Nekoliko monumentalnih građevina diljem svijeta oblikovano je ili nadahnuto Kolosejem:
- Kongresshalle, ili „Kongresna dvorana”, (1935., nedovršena) na okupljalištu NSDAP–a u Nürnbergu, u Njemačkoj.
- Medalja Ljetnih olimpijskih igara od 1928. do 2000., koju je dizajnirao Giuseppe Cassioli, sadrži prikaz Koloseja. Na Ljetnim olimpijskim igrama u Ateni 2004. Kolosej je zamijenjen prikazom stadiona Panathinaiko.
- Vanjsko pročelje javne knjižnice u Vancouveru u Britanskoj Kolumbiji nalikuje Koloseju u današnjemu djelomično očuvanu stanju. Projektant je Moshe Safdie.
- Ulaz u Los Angeles Memorial Coliseum nadahnut je Kolosejem.
- Palača talijanske civilizacije izgrađena je po uzoru na Kolosej. Sagrađena je za vladavine Mussolinija i trebala je biti sjedištem Opće izložbe 1942., koja nikada nije održana zbog izbijanja Drugoga svjetskog rata. Arhitekti su bili Giovanni Guerrini, Ernesto Bruno La Padula i Mario Romano.
- McCaigov toranj s pogledom na Oban u Škotskoj nadahnut je Kolosejem.
- Španjolska pošta je u sklopu niza „Moderna čuda svijeta” izdala poštansku marku i razglednicu s motivom Koloseja (šp. Colise Romano).[67]

## Galerija
- Kolosej 2021.
- Kolosej i Konstantinov slavoluk, pogled s Palatina
- Unutrašnjost Koloseja
- Unutrašnjost
- Kolosej noću
- Redovi sjedala na istočnoj strani
- Kolosej 2013.

## Vanjske poveznice
- Putovnica.net, pristupljeno 24. svibnja 2023.